# Závist

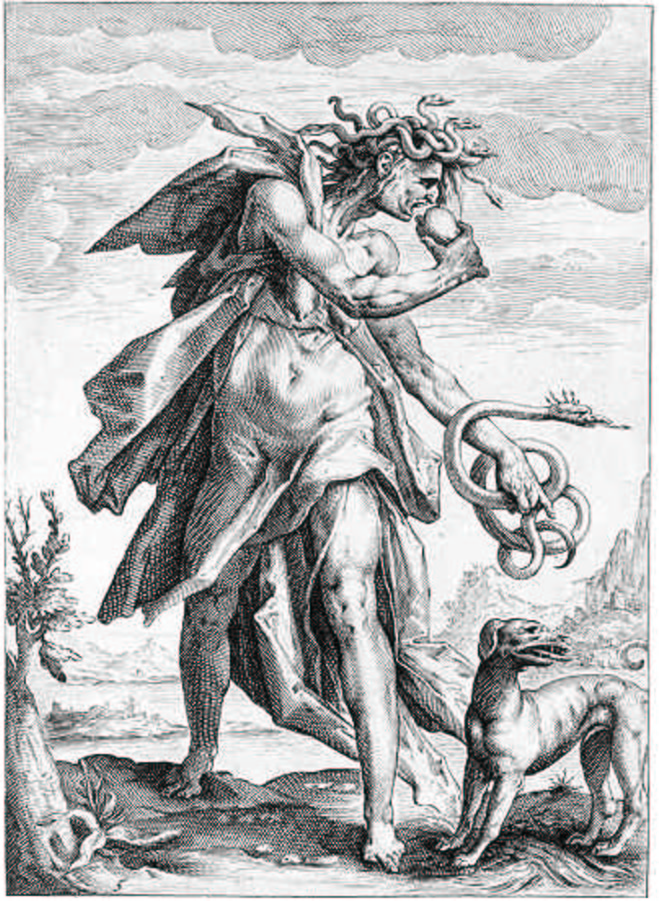
Závist v pojetí Jacoba Mathama, 1587

Závist (lat. invidia) je jedna z lidských emocí, spočívající v touze po něčem, co má někdo jiný, a snaze získat předmět této touhy, či druhého o to připravit, někdy i za cenu zavrženíhodných činů. Spolu se žárlivostí či nenávistí patří mezi konceptuální lidské emoce. Z hlediska náboženského bývá odsuzována jako hřích, např. katolická nauka ji považuje za jeden ze sedmi hlavních hříchů. Opakem závisti je přejícnost.